# Kahlenbergbahn
Kahlenbergbahn – zlikwidowana normalnotorowa parowa kolej zębata w Wiedniu funkcjonująca w latach 1874–1922. Linia łączyła dzielnicę Nussdorf ze wzgórzem Kahlenberg.

## Historia
Projekt budowy kolei zębatej na wzgórze Kahlenberg powstał w związku z mającą się odbyć w roku 1873 w Wiedniu Wystawą światową. W marcu 1882 szwajcarskie konsorcjum (w którego skład wchodził m.in. Nikolaus Riggenbach, szwajcarski inżynier, wynalazca i budowniczy działający w branży kolejowej) złożyło w cesarsko-królewskim ministerstwie handlu wniosek o wydanie koncesji na budowę linii. Koncesję wydano 10 sierpnia 1872. Ze względu na fakt, że przyznana koncesja nie dawała budowniczym kolei prawa wywłaszczenia nieruchomości pod jej budowę, liczne sprzeciwy oraz wygórowane ceny gruntów budowa rozpoczęła się dopiero w maju 1873, a kolej oddano do eksploatacji dopiero w marcu 1874, rok po Wystawie Światowej. W roku 1876 linia została przedłużona o kilkaset metrów, dzięki czemu pociągi dotarły na sam szczyt Kahlenbergu.

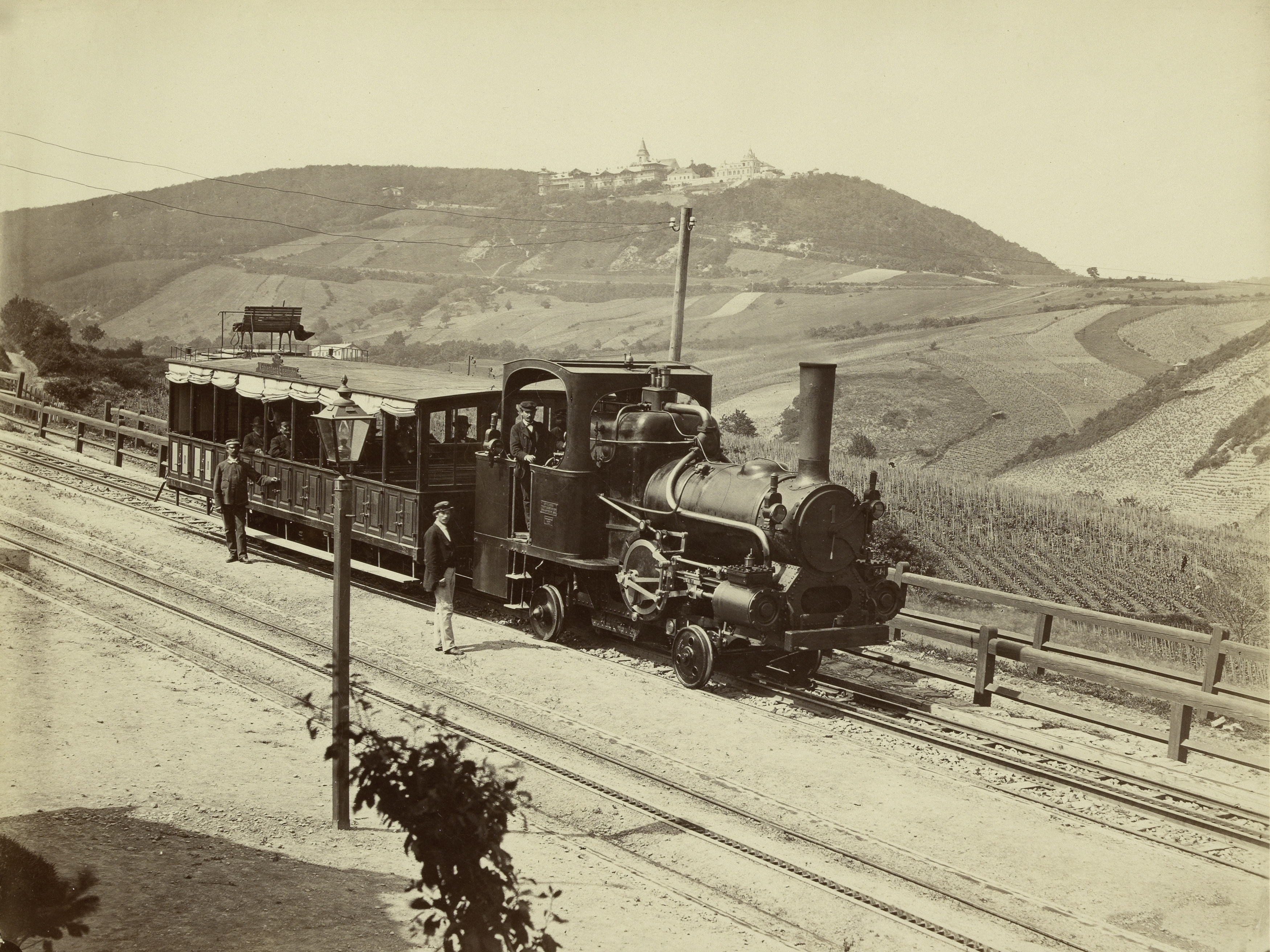

20 stycznia 1885 firma Kahlenberg-Eisenbahn-Gesellschaft otrzymała koncesję na budowę linii tramwajowej łączącej dolną stację kolei zębatej w Nussdorfie z Ringiem. Otwarcie linii tramwajowej nastąpiło 16 lipca 1885. Dzięki temu Kahlenberg stał się jednym z ulubionych celów wycieczek wiedeńczyków.
W roku 1912 firma Kahlenberg-Eisenbahn-Gesellschaft uzyskała zezwolenie na elektryfikację kolei, jednak ze względu na wybuch I wojny światowej oraz likwidację kolei nigdy do tego nie doszło.
Po zakończeniu wojny kolej zmagała się z licznymi problemami: brakami węgla, niedostatecznym utrzymaniem taboru, a w końcu demontażem jednego toru w celu uzyskania materiału torowego koniecznego do dalszej eksploatacji innych linii kolejowych. 16 września 1919 wstrzymano planowy ruch pociągów pasażerskich. Ostatni pociąg pasażerski przemierzył trasę 26 listopada 1921. Do kwietnia 1922 kolej transportowała jeszcze wodę dla mieszkańców Kahlenbergu. Wkrótce po wstrzymaniu ruchu pociągów linia została zniszczona w wyniku kradzieży szyn i podkładów. Ostatecznie 16 maja 1923 cofnięto koncesję na funkcjonowanie kolei. Wkrótce potem zezłomowano cały tabor kolei.
Dziś o istnieniu kolei przypominają zachowany budynek dworcowy w Nussdorfie (mieści się tam restauracja zum Zahnradbahn) oraz nazwa jednej z ulic: Zahnradbahnstraße.

## Linia

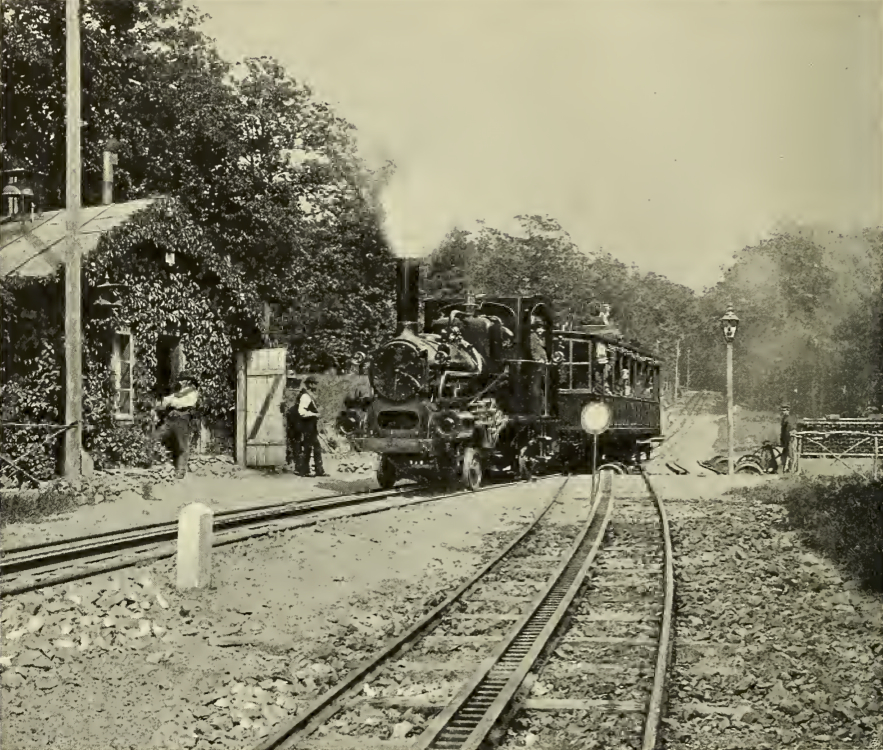

Otwarcie linii nastąpiło 7 marca 1874. Linia była dwutorowa, każdy tor wyposażony w zębatkę systemu Riggenbacha. Pierwotnie jej długość wynosiła około 4,9 km. Dolna stacja znajdowała się w Nussdorfie, górna na zboczu wzgórza Kahlenberg, na wysokości 457 m n.p.m. W roku 1876 przedłużono istniejącą linię w jej górnej części o 566 metrów. W wyniku tego górna stacja kolei znalazła się niemal na szczycie Kahlenbergu, na wysokości 484 m n.p.m., a łączna długość trasy wyniosła około 5,5 kilometra. Nowo wybudowany fragment był jednotorowy. Oprócz stacji górnej i dolnej na trasie znajdowały się dwie stacje pośrednie. Czas przejazdu wynosił odpowiednio 30 minut (w górę) oraz 25 minut (w dół).

## Tabor

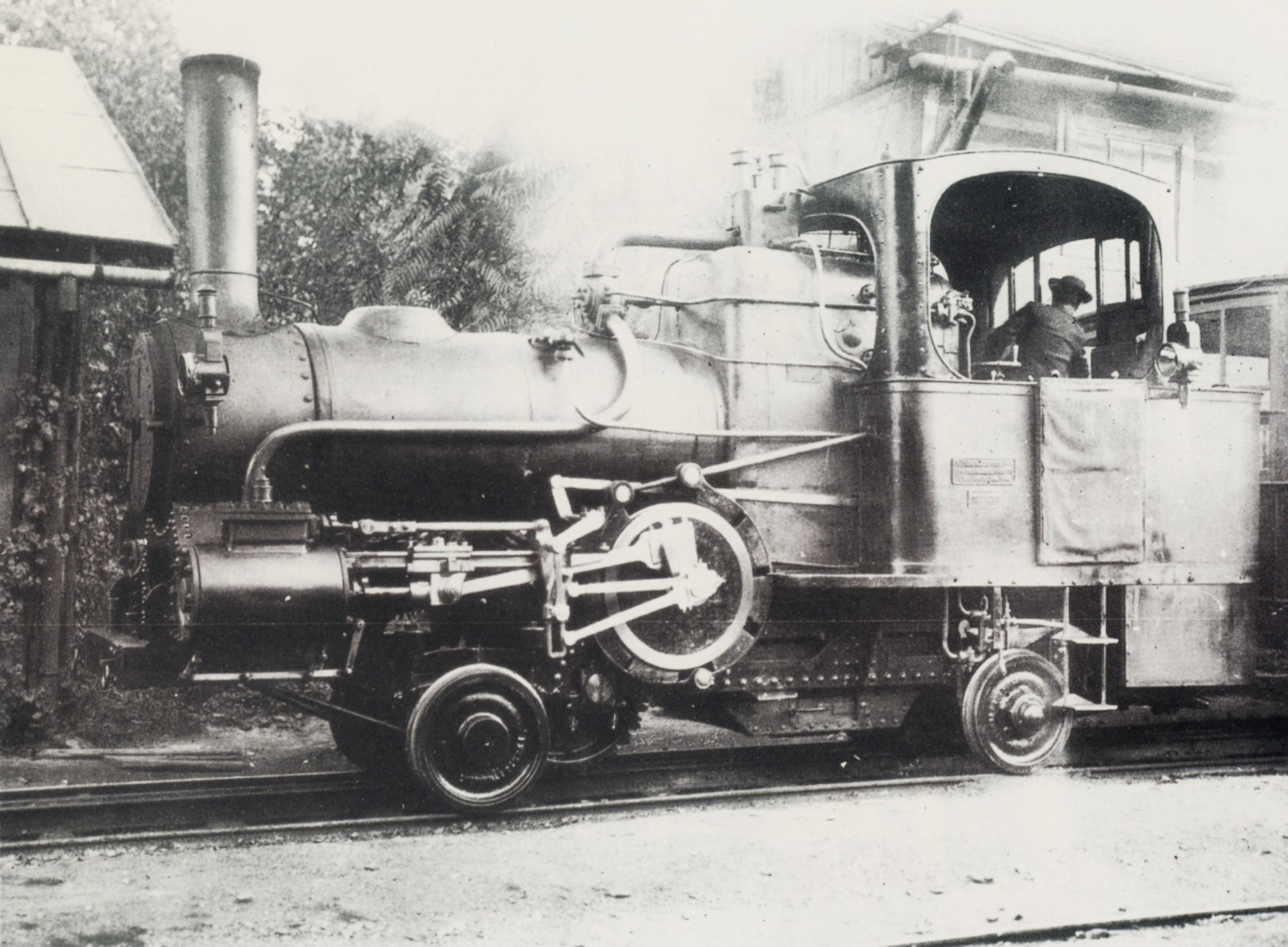
Parowóz Kahlenbergbahn, około roku 1875

Kolej przez cały okres swojego istnienia eksploatowała wyłącznie parowozy. Zostały one dostarczone w roku 1874 przez szwajcarską firmę Maschinenfabrik Winterthur. Ponadto kolej użytkowała kilkanaście wagonów pasażerskich oraz niewielką liczbę wagonów towarowych. Te ostatnie były wykorzystywane na potrzeby własne kolei oraz (cysterny) do zaopatrywania w wodę mieszkańców Kahlenbergu. Całość taboru została zezłomowana wkrótce po zamknięciu kolei.